# (15626) 2000 HR50
A (15626) 2000 HR50 egy kisbolygó a Naprendszerben. A LINEAR projekt keretében fedezték fel 2000. április 29-én.